# Marian Wojturski
Marian Wojturski (ur. 29 lipca 1903 w Rzeszowie, zm. 20 kwietnia 1984 w Rzeszowie), polski działacz kulturalny, animator życia muzycznego w Rzeszowie, urzędnik.

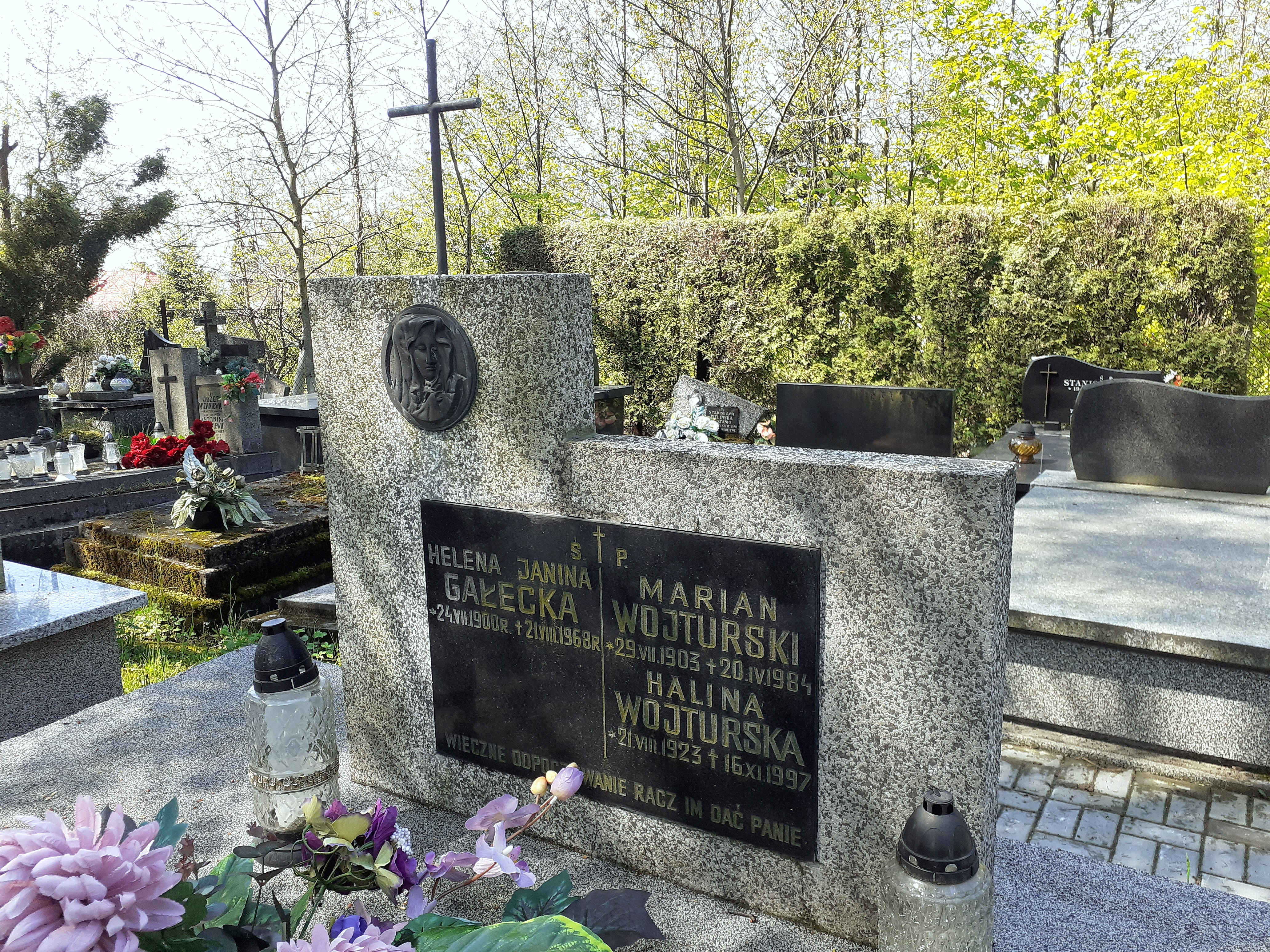
Grobowiec Mariana Wojturskiego

## Życiorys
Był synem Józefa (pracownika restauracji) i Marii z domu Baran, od 1927 pracował jako urzędnik w sektorze ubezpieczeń społecznych. Od młodości rozwijał zainteresowania muzyczne; pobierał lekcje gry na skrzypcach u Aleksandra Birnbacha w Przemyślu, należał do rzeszowskiego Towarzystwa Muzycznego „Lutnia”, grał w orkiestrze tego towarzystwa. W latach okupacji jego dom stał się miejscem koncertów, na których występował również gospodarz. Odbywały się także lekcje muzyki i popisy uczniowskie. W 1944 Wojturski był współinicjatorem utworzenia Związku Muzyków Polskich w Rzeszowie, będącego pierwszą powojenną organizacją muzyczną w mieście. W latach 1955–1956, wciąż pozostając pracownikiem Zakładu Ubezpieczeń Społecznych (gdzie był zatrudniony do 1969), udzielał się jako skrzypek w Wojewódzkiej Orkiestrze Symfonicznej. W 1952 założył (razem z Tadeuszem Skoczyckim) chór mieszany przy ZUS i był jego dyrygentem.
Za pracę zawodową i działalność społeczną został odznaczony m.in. Brązowym, Srebrnym i Złotym Krzyżem Zasługi, Krzyżem Kawalerskim Orderu Odrodzenia Polski, odznaką „Zasłużony dla Województwa Rzeszowskiego”.
Pochowany został na cmentarzu Pobitno w Rzeszowie.